# افراسرا
افراسرا، روستایی است از توابع بخش سرخ‌رود شهرستان محمودآباد در استان مازندران ایران.

## جمعیت
این روستا در دهستان دابوی شمالی قرار دارد و براساس سرشماری مرکز آمار ایران در سال ۱۳۸۵، جمعیت آن ۲۹۲ نفر (۸۰خانوار) بوده‌است.